# Ambrozja (roślina)
Ambrozja (Ambrosia L.) – rodzaj roślin należący do rodziny astrowatych (Asteraceae). Obejmuje 45 gatunków. Naturalnie występują one na obu kontynentach amerykańskich (od Alaski po Patagonię), przy czym największe ich zróżnicowanie jest w Ameryce Północnej (w USA i Kanadzie rosną 22 gatunki). Jeden tylko gatunek rośnie w Starym Świecie – ambrozja nadmorska Ambrosia maritima występująca w basenie Morza Śródziemnego. Kilka gatunków jest szeroko rozprzestrzenionych na innych kontynentach jako rośliny inwazyjne. W Polsce dwa gatunki są antropofitami zadomowionymi – ambrozja bylicolistna A. artemisiifolia i zachodnia A. psilostachya, a jeden (ambrozja trójdzielna A. trifida) jest gatunkiem przejściowo dziczejącym.
Są to rośliny wiatropylne, wytwarzające wielkie ilości pyłku, który jest silnym alergenem – na obszarach występowania ambrozji (np. w USA) należą one do głównych przyczyn kataru siennego. Ambrosia maritima zawiera laktony będące silnymi moluskocydami i wykorzystywana jest na wielką skalę jako środek ślimakobójczy. Gatunek ten służy też do aromatyzowania likierów. Silnie allelopatycznie na glony, bakterie nitryfikacyjne i najwyraźniej też trawy działa ambrozja zachodnia. A. peruviana dostarcza zielonego barwnika. Różne gatunki wykorzystywane są jako lecznicze, także do wywoływania poronień.
Nazwa rodzajowa utworzona została z greckiego słowa ἀμβροσία ambrosía znaczącego pokarm bogów, przy czym przyczyna jego wyboru jest niejasna.

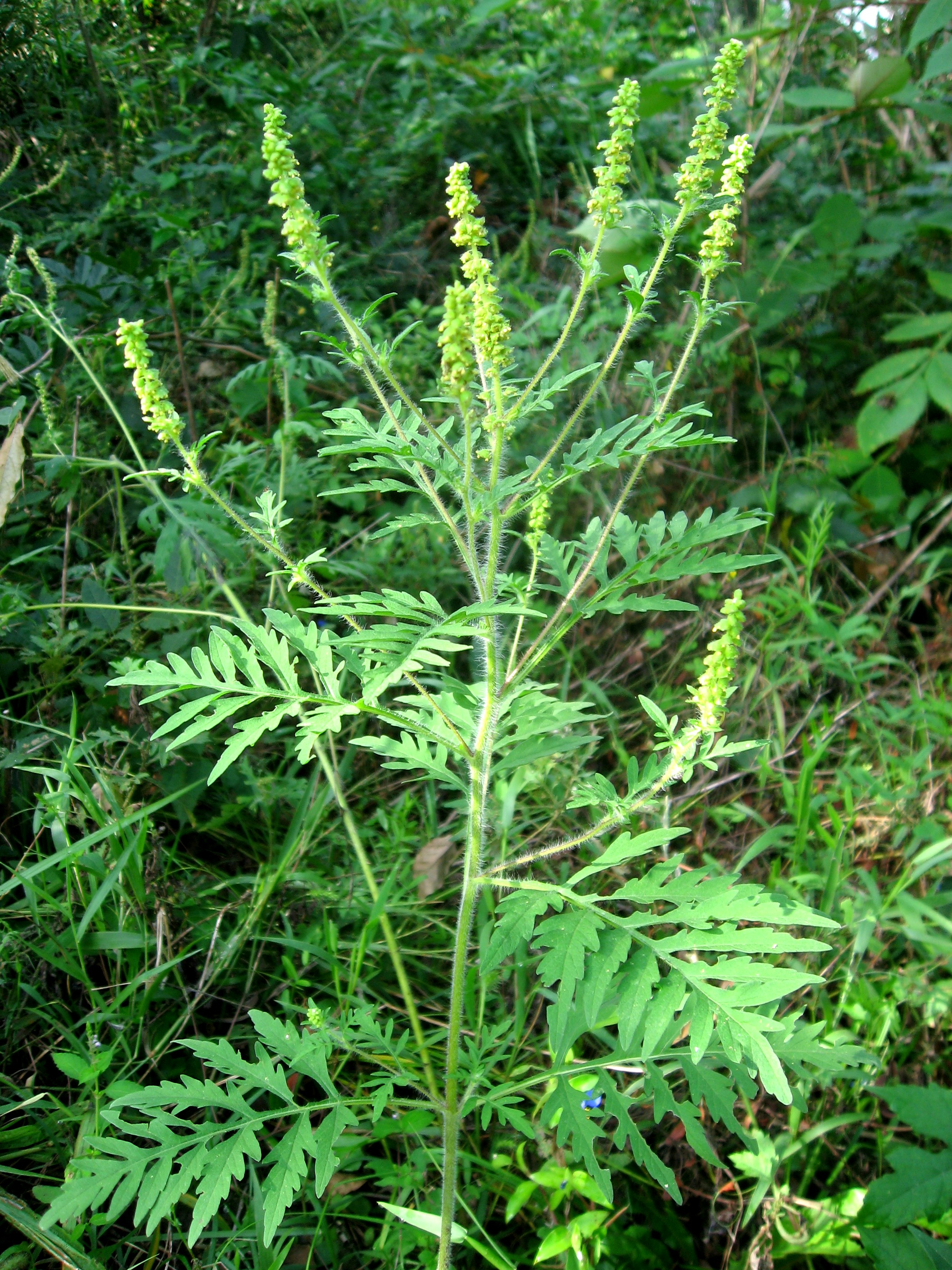
Ambrozja bylicolistna
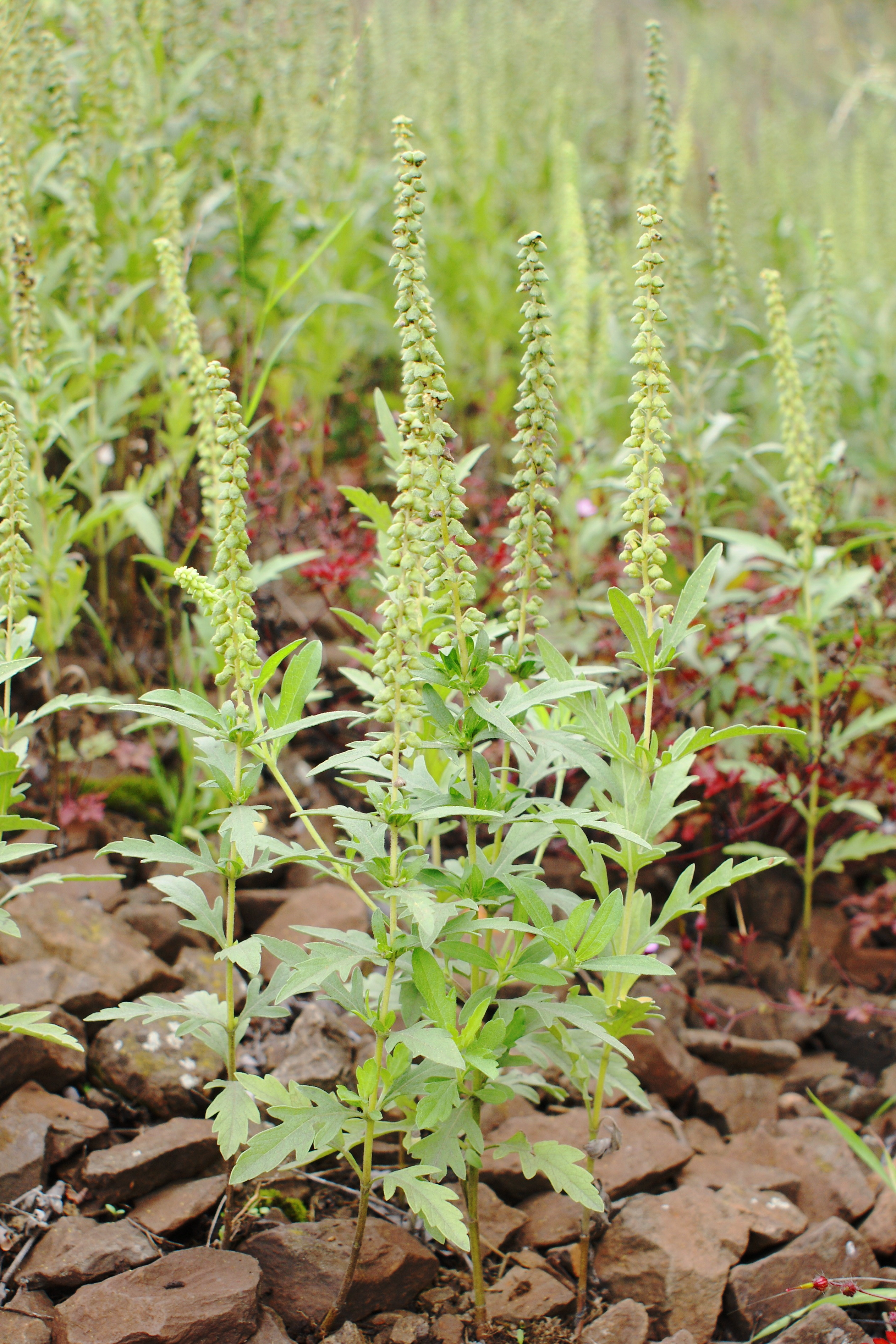
Ambrozja zachodnia
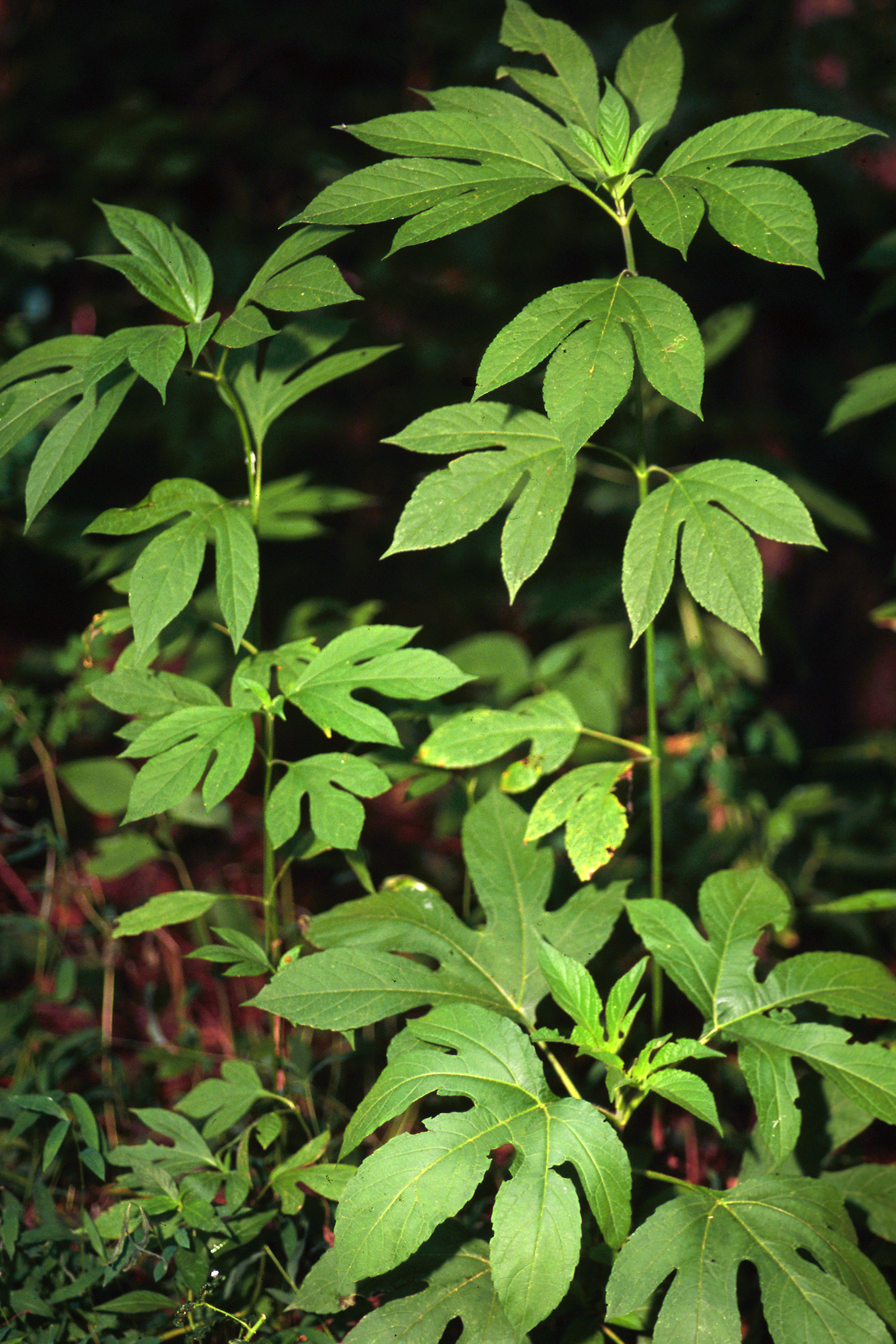
Ambrozja trójdzielna

## Morfologia

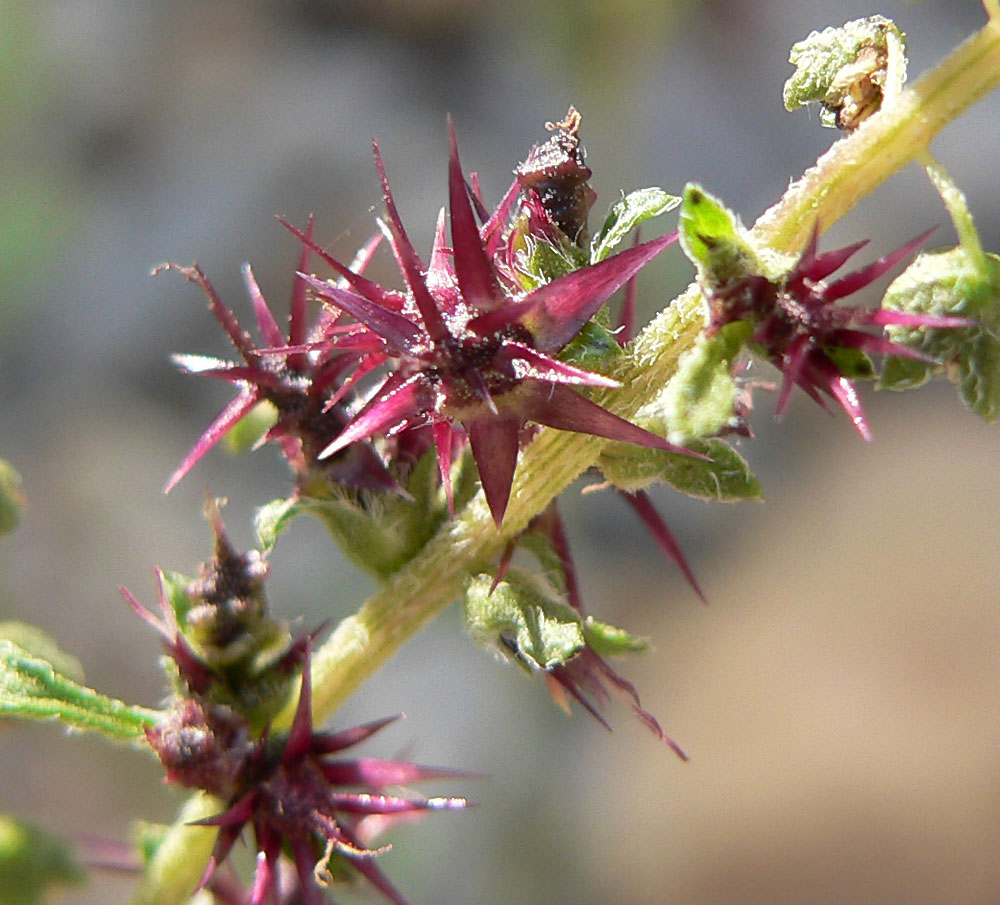
Owocująca Ambrosia acanthicarpa

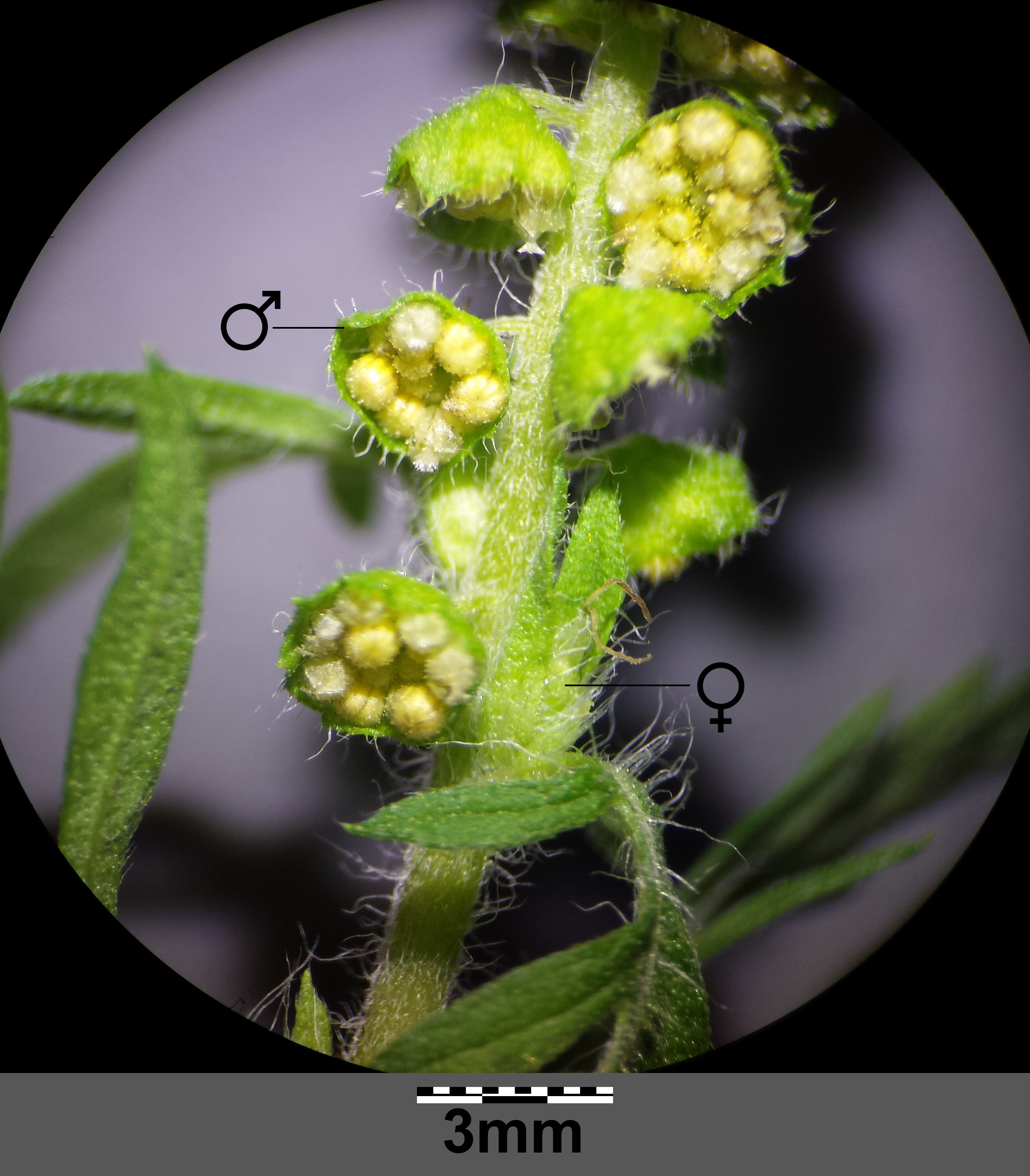
Koszyczki z żółtawymi kwiatami męskimi i niepozorny koszyczek żeński z jednym kwiatem i brązowymi nitkami znamienia u ambrozji bylicolistnej

PokrójRośliny zielne (jednoroczne i byliny) oraz krzewy, osiągające od 10 cm do ponad 4 m wysokości. Pędy zwykle rozgałęzione, prosto wzniesione, podnoszące się lub płożące, często z kłączami, czasem silnie rozrastającymi się, tak że jeden genet pokrywać może setki m² (np. w przypadku ambrozji zachodniej).
LiścieNaprzeciwległe, często w dalszej części pędów skrętoległe, ogonkowe lub siedzące, o zróżnicowanym kształcie – od równowąskich i nitkowatych do jajowatych i rombowatych, często pierzasto lub dłoniasto podzielone, nagie lub owłosione, często gruczołkowate.
KwiatyMęskie i żeńskie zebrane w osobne koszyczki, wyrastające na tej samej roślinie (→ jednopienność) lub rzadziej na różnych roślinach (→ dwupienność). W przypadku roślin jednopiennych koszyczki męskie wyrastają skupione w wydłużonych groniastych lub kłosopodobnych kwiatostanach złożonych w szczytowych częściach pędów. Koszyczki męskie są krótkoszypułkowe i zwieszone, z reguły liczne, drobne, rozmieszczone pojedynczo w kwiatostanie złożonym lub skupione w jego obrębie w pęczkach. Koszyczki żeńskie wyrastają w kątach liści i zawierają pojedyncze kwiaty żeńskie (rzadko jest ich kilka). Okrywa kwiatostanów męskich jest zrosłolistkowa (z wolnymi końcami listków) i miseczkowata, w kwiatostanach żeńskich okrywa drewnieje i tworzy skorupę otaczającą kwiat, a później owoc. Kwiaty męskie, których w koszyczku jest zwykle od kilku do 20 (rzadziej więcej) mają korony rurkowate, białawe do fioletowawych i niemal wolne pylniki. Ze szczytu koszyczka żeńskiego na zewnątrz wystają znamiona.
OwoceNiełupki pojedyncze, jajowate do wrzecionowatych, bez puchu kielichowego, zamknięte w zdrewniałej okrywie koszyczka, u niektórych gatunków ciernistej lub oskrzydlonej.

## Systematyka
Pozycja systematyczna
Rodzaj z plemienia Heliantheae podrodziny Asteroideae z rodziny astrowatych Asteraceae. W obrębie plemienia klasyfikowany jest do podplemienia Ambrosiinae Less., do którego należy m.in. iwa Iva, partenium Parthenium i rzepień Xanthium.
Wykaz gatunków
- Ambrosia acanthicarpa Hook.
- Ambrosia acuminata (Brandegee) W.W.Payne
- Ambrosia ambrosioides (Delpino) W.W.Payne
- Ambrosia arborescens Mill.
- Ambrosia artemisiifolia L. – ambrozja bylicolistna
- Ambrosia artemisioides Meyen & Walp.
- Ambrosia bidentata Michx.
- Ambrosia bryantii (Curran) W.W.Payne
- Ambrosia camphorata (Greene) W.W.Payne
- Ambrosia canescens A.Gray
- Ambrosia carduacea (Greene) W.W.Payne
- Ambrosia chamissonis Greene
- Ambrosia cheiranthifolia A.Gray
- Ambrosia chenopodiifolia (Benth.) W.W.Payne
- Ambrosia confertiflora DC.
- Ambrosia cordifolia (A.Gray) W.W.Payne
- Ambrosia cumanensis Kunth
- Ambrosia deltoidea (Torr.) W.W.Payne
- Ambrosia dentata (Cabrera) M.O.Dillon
- Ambrosia divaricata (Brandegee) W.W.Payne
- Ambrosia dumosa (A.Gray) W.W.Payne
- Ambrosia eriocentra (A.Gray) W.W.Payne
- Ambrosia flexuosa (A.Gray) W.W.Payne
- Ambrosia grayi (A.Nelson) Shinners
- Ambrosia × helenae Rouleau
- Ambrosia hispida Pursh
- Ambrosia humi León de la Luz & Rebman
- Ambrosia ilicifolia (A.Gray) W.W.Payne
- Ambrosia × intergradiens W.H.Wagner
- Ambrosia johnstoniorum Henrickson
- Ambrosia linearis (Rydb.) W.W.Payne
- Ambrosia magdalenae (Brandegee) W.W.Payne
- Ambrosia maritima L. – ambrozja nadmorska[14]
- Ambrosia microcephala DC.
- Ambrosia monogyra (Torr. & A.Gray) Strother & B.G.Baldwin
- Ambrosia nivea (B.L.Rob. & Fernald) W.W.Payne
- Ambrosia pannosa W.W.Payne
- Ambrosia × platyspina (Seaman) Strother & B.G.Baldwin
- Ambrosia polystachya DC.
- Ambrosia psilostachya DC. – ambrozja zachodnia
- Ambrosia pumila A.Gray
- Ambrosia salsola (Torr. & A.Gray) Strother & B.G.Baldwin
- Ambrosia sandersonii S.L.Welsh
- Ambrosia scabra Hook. & Arn.
- Ambrosia tenuifolia Spreng.
- Ambrosia tomentosa Nutt.
- Ambrosia trifida L. – ambrozja trójdzielna
- Ambrosia velutina O.E.Schulz